# سیتروئن سی۳ (سی‌سی۲۱)
سیتروئن سی۳ (با اسم رمز سی‌سی۲۱) یک خودروی سوپرمینی (سگمنت بی) تولید شده توسط سیتروئن است. این خودرو که با سی۳ اروپایی متفاوت است، در ۱۶ سپتامبر ۲۰۲۱ به عنوان خودرویی اختصاص داده شده برای بازارهای هند و آمریکای جنوبی معرفی شد. سیتروئن با پرهیز از استفاده از نام تجاری کراس‌اوور اس‌یووی، این مدل را یک هاچ‌بک مدرن توصیف کرده‌است.
این خودرو بر روی پلت‌فرم مدولار CMP ساخته شده‌است که از ابتدا توسط گروه پی‌اس‌ای توسعه یافته و طول بدنه آن نیز کمتر از چهار متر (۱۳ فوت) برای اشغال یک گروه مالیاتی کمتر در هند است. فروش این خودرو در بازار هند از اواسط سال ۲۰۲۲ در هند آغاز شد. در سال ۲۰۲۲، نسخه هندی دارای ۹۰٪ قطعات محلی بود.
در ژانویه ۲۰۲۳، سیتروئن در هند از خودروی تمام برقی ëC3 با برد ۱۹۹ مایل (۳۲۰ کیلومتر) رونمایی کرد.

## بررسی
تولید سی۳ در برزیل در مارس ۲۰۲۲ آغاز شد سی۳ اواخر اوت همان سال با موتورهای ۱٫۰ لیتری و ۱٫۶ لیتری عرضه شد. قیمت آن بین خودروهای سگمنت آ (مانند رنو کوئید) و سگمنت بی (مانند هیوندای اچ‌بی۲۰) است.
سی۳ برزیلی اواخر اکتبر ۲۰۲۲ در آرژانتین عرضه شد. در آرژانتین و اروگوئه، موتور ۱٫۰ لیتری فایرفلای فیات جایگزین موتور ۱٫۲ لیتری PureTech PSA شده‌است. مدل پایه در زمان عرضه، مقرون به صرفه‌ترین وسیله نقلیه در آرژانتین بود.
از سال ۲۰۲۳، سی۳ ساخت برزیل به خارج از مرکوسور، در چندین کشور آمریکای لاتین مانند شیلی و پرو صادر شده‌است.

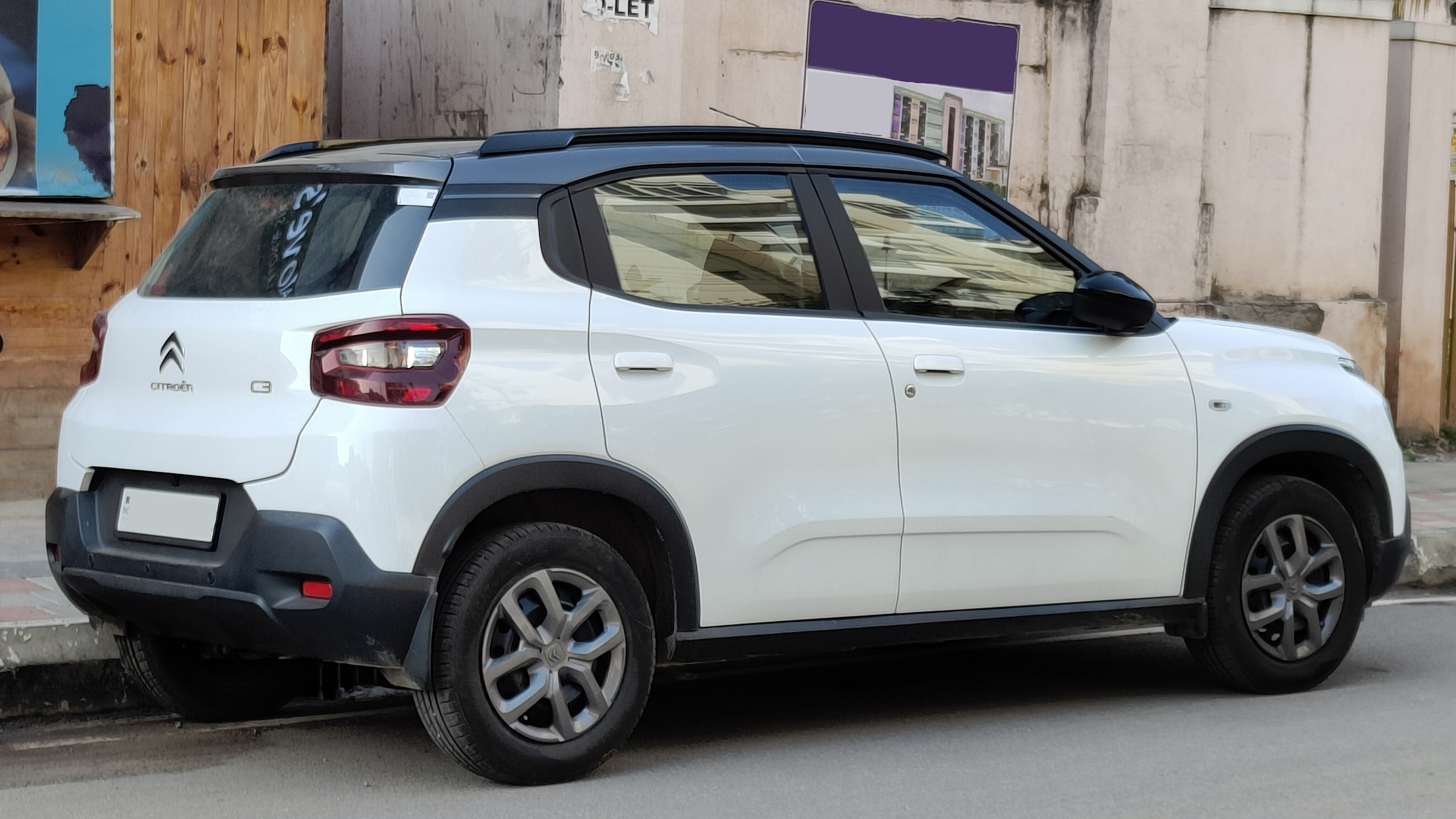
نمای عقب
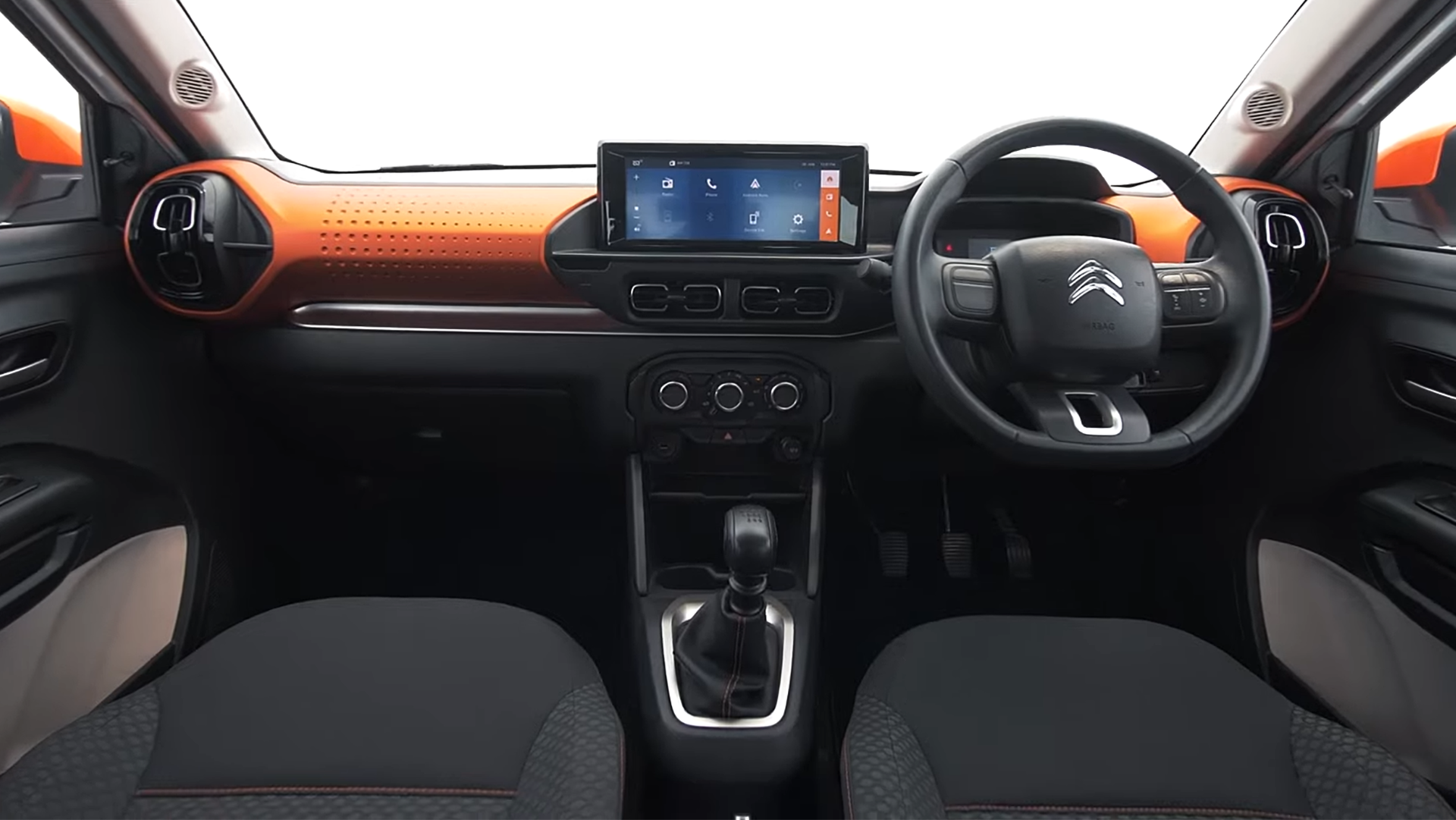
نمای داخلی

## ایمنی

### هندوستان
در هند، سی۳ به دو کیسه هوای جلو، ترمزهای ضد قفل، یادآور کمربند ایمنی برای سرنشینان جلو و هشدار سرعت ۸۰ کیلومتر در ساعت و ۱۲۰ کیلومتر در ساعت مطابق با مقررات ایمنی AIS هند مجهز شده‌است. کیسه هوای جانبی برای قفسه سینه یا سر موجود نیست و همچنین کنترل پایداری الکترونیکی یا مانیتور فشار باد لاستیک نیز موجود نیست. کمربند ایمنی عقب از نوع خطرناک دو نقطه‌ای استاتیک است و صندلی عقب مجهز به تکیه‌گاه سر نیست. پشت‌سری‌های بیرونی صندلی جلو قابل تنظیم نیستند. هیچ لنگر ایزوفیکس برای صندلی کودک وجود ندارد. اگرچه سی۳ با قوانین مربوط به قابلیت تصادف هند مطابقت دارد، اما توسط برنامه‌های تست مصرف‌کننده مستقل مانند گلوبال ان‌سی‌ای‌پی رتبه‌بندی نشده‌است.

### آمریکای لاتین
در برزیل، سی۳ دارای دو کیسه هوای جلو، ترمزهای ضد قفل، کنترل پایداری الکترونیکی، یادآور کمربند ایمنی برای صندلی‌های جلو، لنگرهای ISOFIX در صندلی‌های بیرونی عقب، و تکیه‌گاه‌های سر قابل تنظیم و کمربند ایمنی با حلقه اینرسی سه نقطه‌ای برای همه صندلی‌ها است. صندلی‌های عقب توسط لاتین NCAP تست نشده‌است.

## آمار فروش
| سال  | هندوستان | برزیل | آرژانتین |
| ---- | -------- | ----- | -------- |
| ۲۰۲۲ | ۱۰٬۸۳۴   | ≈۳۴۰  | ۵۲۸      |